# Tramway de Halle
 (décembre 2023).
Si vous disposez d'ouvrages ou d'articles de référence ou si vous connaissez des sites web de qualité traitant du thème abordé ici, merci de compléter l'article en donnant les références utiles à sa vérifiabilité et en les liant à la section « Notes et références ».
Le tramway de Halle est le réseau de tramways de la ville de Halle-sur-Saale, en Allemagne. Ouvert en 1882, il compte actuellement 15 lignes.

## Réseau

### Lignes
Le réseau compte 13 lignes.
| Ligne | Départ          | Trajet | Terminus               |
| 1     | Frohe Zukunft   | Am Steintor – Marktplatz – Böllberg – Südstadt | Beesen                 |
| 2     | Soltauer Straße | S-Bahnhof Neustadt – Rennbahnkreuz – Marktplatz – Am Steintor – Hauptbahnhof – Damaschkestraße – Vogelweide                                                        | Veszpremer Straße      |
| 3     | Trotha          | Zoo – Reileck – Marktplatz – Franckeplatz – Vogelweide | Veszpremer Straße      |
| 4     | Kröllwitz       | Heide-Universitätsklinikum – Rennbahnkreuz – Glauchaer Platz – Franckeplatz – Riebeckplatz                                                                         | Hauptbahnhof           |
| 5     | Kröllwitz       | Heide-Universitätsklinikum – Rennbahnkreuz – Marktplatz – Am Steintor – Hauptbahnhof – Damaschkestraße – (Ammendorf) – Merseburg/Zentrum – (Merseburg-Süd) – Leuna | Bad Dürrenberg         |
| 7     | Kröllwitz       | Burg Giebichenstein – Reileck – Marktplatz – Franckeplatz – Hauptbahnhof                                                                                           | Büschdorf              |
| 8     | Trotha          | Burg Giebichenstein – Volkspark – Marktplatz – Vogelweide | Elsa-Brändström-Straße |
| 9     | Göttinger Bogen | S-Bahnhof Neustadt – Rennbahnkreuz – Glauchaer Platz – Franckeplatz                                                                                                | Hauptbahnhof           |
| 10    | Göttinger Bogen | S-Bahnhof Neustadt – Rennbahnkreuz – Marktplatz – Am Steintor – Berliner Brücke                                                                                    | Hauptbahnhof           |
| 12    | Trotha          | Zoo – Reileck – Am Steintor | Hauptbahnhof           |
| 16    | Göttinger Bogen | S-Bahnhof Neustadt – Rennbahnkreuz – Hallmarkt – Marktplatz – Franckeplatz – Böllberg – Südstadt                                                                   | Beesen                 |
| 94    | Kröllwitz       | Heide-Universitätsklinikum – Rennbahnkreuz – Hallmarkt – Marktplatz – Glauchaer Platz – Rennbahnkreuz – Heide-Universitätsklinikum                                 | Marktplatz             |
| 95    | Trotha          | Zoo – Reileck – Am Steintor – Marktplatz – Vogelweide – Damaschkestraße                                                                                            | Ammendorf              |